# Sidik Moertabat
Sidik Aliman Moertabat is een Surinaams geestelijke, bestuurder en politicus. Hij is als imam verbonden aan de Stichting der Islamitische gemeenten in Suriname (SIS). Hij was hoofdbestuurslid van de KTPI en was tijdens de verkiezingen van 2015 kandidaat in Wanica. Een jaar later stapte hij over en trad hij toe tot het hoofdbestuur van de Vooruitstrevende Hervormings Partij (VHP). Tijdens de verkiezingen van 2020 kandieerde hij op de lijst van de VHP en werd hij gekozen tot lid van DNA.

## Biografie
Moertabat is imam en lid van de SIS. Als woordvoerder van deze organisatie nam hij in 2012 voedselpakketten van de Turkse liefdadigheidsorganisatie Cansuyu in ontvangst die landelijk onder 46 moskeeën werden verdeeld.
In aanloop naar de verkiezingen van 2015 was hij lid van de politieke partij KTPI. Hij maakte deel uit van het hoofdbestuur en was daarnaast partijcoördinator van Wanica. Hij was verkiesbaar op plaats 2 in het district Wanica.
In 2016 stapte hij over naar de Vooruitstrevende Hervormings Partij (VHP), waarbij hij ook bij deze partij plaats nam in het hoofdbestuur, aanvankelijk informeel en hij werd tijdens het partijcongres van maart 2018 formeel gekozen. Tijdens de verkiezingen van 2020 kandideerde hij op de lijst van de VHP en verwierf hij een zetel in DNA.